# ライハウス陰謀事件
ライハウス陰謀事件（ライハウスいんぼうじけん、Rye House Plot）とは、イングランドで1683年に起こった国王暗殺未遂事件である。この事件ではチャールズ2世およびヨーク公ジェームズ（後のジェームズ2世）が標的とされ、発覚してホイッグへの弾圧が加えられた。この陰謀事件は証拠に乏しく、トーリやチャールズ派によるでっち上げではないかとも主張されている。

## カトリックへの転向
1660年に王政復古が成立してイングランドにはひとまずの平和が取り戻されたが、即位したチャールズの施策はフランスなどカトリック勢力寄りではないかとの懸念が議会・市民の間で広がっていた。この当時イングランドではカトリックやルイ14世などが唱道する絶対王政への反感が根強く、このことが王位継承問題への関心を喚起した。メアリー1世の記憶もいまだ褪せていないイングランドにおいて、急進的勢力はカトリックの王が戴冠するのは避けられるべきであると考えていた。
チャールズやジェームズはイングランド国教会を信仰していることになってはいたが、カトリックへの敵意までは持ち合わせていなかった。さらに急進派を憂慮させたのは、ジェームズが1670年、カトリックへの改宗を公言したことであった。ジェームズはルイ14世の紹介により、メアリー・オブ・モデナと再婚した。イングランド王室は、議会や市民の反発をよそに、カトリック勢力への参加を志向しているように思われた。

## 排除法案
このようなカトリックへの接近に、カトリック陰謀事件による世論の後押しも受けて下院は1679年および1680年の2度にわたって王位排除法案（Exclusion Bill）を提出、可決させた。この排除法案とは、カトリックは王位継承権をもたないというもので、目的はあきらかに王位継承からジェームズを除くことであった。この法案は貴族院の反対とチャールズによる議会解散によって日の目をみなかった。
排除法案の頓挫によって、急進派すなわちホイッグは、合法的な手段によるジェームズの王位継承阻止は不可能であることを思い知らされた。このころから、何がしかの陰謀が企図されているという噂がまことしやかに囁かれるようになった。

## ライハウス
ライハウスは、ロンドンからケンブリッジにいたる途中のホッデスドン住宅街の一角にある邸宅である。ここでホイッグ「有志」たちが密かに会して陰謀の計画を練った。100人の武装集団を集め、ニューマーケット競馬場からの帰りに奇襲、国王チャールズ2世とヨーク公ジェームズを暗殺するという計画が立てられた。1683年4月1日にチャールズ・ジェームズはロンドンを出発してニューマーケットに向かう予定になっていたが、それを先立つ3月22日、ニューマーケットで火災が起こり街の半分を焼失したという報が伝わった。王とその弟は、出発後すぐロンドンに引き返し、陰謀は空振りに終わった。

## 発覚と弾圧
6月に入って、密告によって陰謀が画策されていたことが当局の知るところとなった。ただちにホイッグ有力者たちは根こそぎ逮捕され、後に血の巡回裁判（血の審判）で知られるジョージ・ジェフリーズ判事によって、首謀者と目されていたウィリアム・ラッセル及びアルジャーノン・シドニーらは首を刎ねられた。これらの処分は、いずれも証拠が不十分なまま執行されていった。
こうした弾圧によってホイッグは壊滅的な打撃を受け、カトリックの君主ジェームズの即位は動かしがたいものとなった。しかし一方で、カトリックやジェームズへの反感はさらに募ることになり、また1685年に即位したジェームズら権力者側もホイッグを度しがたいテロリスト集団と見なすようになった。両者の軋轢は、やがて議会のネーデルラントへの接近と、後に名誉革命とよばれる1688年のクーデターの遠因となった。